# AKI (여자 가수)
아키(AKI, あき)는 일본의 여자 가수로, I've Sound의 시작을 함께한 참여 가수이다. I've 에서의 가수 활동을 하면서 지역버라이어티인 『いばらのもり』 라는 프로그램의 나레이션을 맡았으며, 참조출연도 한 적이 있었다. 다만 2001년 중순부터 잠적했고, 2003년에 모 게시판에 "목 수술로 인해 활동을 쉬고 있었다"라는 본인의 언급이 있던 이후에 2003년 「新しい恋のかたち」라는 본인 노래의 롱버전을 불렀으나 역시 노래 부르는 게 힘들었던 모양인지 아이브를 탈퇴했다. 탈퇴 이후의 행적은 불분명. Visual Art's 20주년 기념 콘서트의 라이브를 부탁하기 위해 I've와 Visual Art's의 대표자인 바바 타카히로가 찾아보려 하였으나 실패하였다.

## 프로필
- 생일 : 8월 11일
- 별자리 : 사자자리
- 직업 : 가수 및 탤런트, 모델
- 취미 : 그림 그리기, 그림 편지, 경마, 꽃꽂이, 도예
- 좋아하는 것 : 아세로라 드링크, 굴, 노래
- 싫어하는 것 : 노래하지 않고 가만히 있는 자신

## 디스코그래피

### 솔로
| 순서 | 타이틀                                | 의미                                   |
| ---- | ------------------------------------- | -------------------------------------- |
| 01.  | Color of Happiness                    |                                        |
| 02.  | Grow me                               |                                        |
| 03.  | One small day                         |                                        |
| 04.  | Over                                  |                                        |
| 05.  | Pure Heart ～世界で一番アナタが好き～ | Pure Heart ~세상에서 당신이 가장 좋아~ |
| 06.  | RIDE                                  |                                        |
| 07.  | Sweet ～恋しくて～                    | Sweet ~사랑스러워서~                   |
| 08.  | Take on your will                     |                                        |
| 09.  | Two face                              |                                        |
| 10.  | 新しい恋のかたち                      | 새로운 사랑의 모양                     |
| 11.  | 新しい恋のかたち -Long ver.-          | 새로운 사랑의 모양 -Long ver.-         |
| 12.  | そよ風の行方                          | 산들바람이 가는 곳                     |

### 유닛

#### TWINKLE
| 순서 | 타이틀             |
| ---- | ------------------ |
| 01.  | You're my treasure |

#### 코토코 TO 아키
| 순서 | 타이틀                                       | 의미                   |
| ---- | -------------------------------------------- | ---------------------- |
| 01.  | prime                                        |                        |
| 02.  | SAVE YOUR HEART                              |                        |
| 03.  | 空より近い夢 Second track                    | 하늘보다 가까운 꿈     |
| 04.  | 夏草の線路                                   | 여름풀의 선로          |
| 05.  | 恋愛CHU!                                     | 연애CHU!               |
| 06.  | 恋愛CHU! (KOTOKO ver.)                       | 연애CHU! (KOTOKO ver.) |
| 07.  | 恋愛CHU! ～パラパラミックス1～ (아키 ver.)   | 연애CHU! (아키 ver.)   |
| 08.  | 恋愛CHU! ～パラパラミックス1～ (코토코 ver.) | 연애CHU! (코토코 ver.) |
| 09.  | 恋愛CHU! ～パラパラミックス2～ (아키 ver.)   | 연애CHU! (아키 ver.)   |
| 10.  | 恋愛CHU! ～パラパラミックス2～ (코토코 ver.) | 연애CHU! (코토코 ver.) |